# Madame Dubarry (film)
Madame DuBarry – niemiecki film niemy z 1919 roku w reżyserii Ernsta Lubitscha.
Dramat kostiumowy, w którym aktorka Pola Negri zagrała tytułową rolę Madame du Barry, metresy Ludwika XV, w którego wcielił się Emil Jannings. Akcja filmu rozgrywa się we Francji w XVIII wieku. Film był bardzo kosztowny i odniósł sukces również poza granicami Niemiec.

## Obsada
- Pola Negri
- Emil Jannings
- Reinhold Schünzel
- Harry Liedtke
- Eduard von Winterstein